# Тремтіння (фільм, 2026)
«Тремтіння» (англ. Shiver) — майбутній американський трилер про виживання, сценарист та режисер — Томмі Віркола. У головних ролях Фібі Дайневор, Вітні Пік та Джимон Гонсу.

## Синопсис
Посеред катастрофічного урагану прибережне містечко бореться з природним гнівом і навалою акул. Відважно долаючи проливний дощ, уламки та темряву, вони об'єднуються, щоб врятуватися від смертоносних хижаків і вижити під час шторму.

## Акторський склад
| Актор         | Роль |
| ------------- | ---- |
| Фібі Дайневор |      |
| Вітні Пік     |      |
| Джимон Гонсу  |      |

## Виробництво
У травні 2024 року Columbia Pictures розробляла трилер про виживання під назвою «Під штормом» (Beneath the Storm), сценарій та режисером якого був Томмі Віркола, а на головну роль була затверджена Фібі Дайневор. Основні зйомки розпочалися в Австралії у серпні того ж року, коли до акторського складу приєдналися Вітні Пік та Джимон Гонсу.
У березні 2025 року фільм було перейменовано на «Shiver».

## Реліз
Вихід фільму у Сполучених Штатах заплановано на 3 липня 2026 року. Спочатку його випуск планувався на 1 серпня 2025 року.